# Politiquement Colette
Politiquement Colette était un talk-show télévisé québécois animé par Pierre Brassard et diffusé entre le 5 mai 1997 et le 15 avril 1998 sur le réseau TVA. La particularité de cette émission résidait dans le fait que l'animateur adoptait l'identité de Colette pour animer le talk-show.

## Concept
Politiquement Colette est un talk-show dirigé par Pierre Brassard qui se métamorphose en Colette, une femme séduisante, mais non provocatrice. Brassard, célèbre pour ses métamorphoses, adopte ce personnage afin de jouir d'une plus grande liberté d'expression. Sous les traits de Colette, il orchestre des débats entre artistes, abordant des thèmes au-delà de la simple promotion, et explorant des vérités potentiellement dérangeantes.

## Production

### Fiche technique
- Titre original : Politiquement Colette
- Création : Pierre Huet et Pierre Brassard
- Musique originale : Scott Price
- Productrice : Isabelle Robert
- Sociétés de production : Productions Pram
- Pays de production :  Canada
- Langue originale : français
- Genre : talk-show
- Durée : 22 minutes

## Historique

### Genèse deColette
En mai 1996, la chroniqueuse Louise Cousineau mentionne dans le journal La Presse que des producteurs de télévision sont intéressés par la production de talk-shows animés par des hommes adoptant, au moyen de déguisements, l'identité de femmes.
Elle fait référence à deux projets : l'un, à un stade embryonnaire, avec la drag queen Mado Lamotte comme animatrice et François Flamand comme producteur ; l'autre, plus avancé, mené par la maison de production Pram, célèbre pour l'émission de caméras cachées Surprise sur prise !. Ce dernier est piloté par Pierre Brassard, membre du collectif humoristique Les Bleu Poudre, en collaboration avec Pierre Huet. Le personnage de Brassard pour l'émission est révélé : Colette. Il souligne que Colette ne présentera pas l'agressivité de son autre personnage, Raymond Beaudoin.

« Elle sera un peu grande folle, mais pas debout sur la table. Pétillante, allumée, mais pas féministe qui tombe sur le côté macho des hommes. J'adore le côté éclaté des personnages de ce genre. L'idée de l'émission, c'est de divertir. »

— Pierre Brassard, La Presse
Il est également mentionné que pour persuader la maison de production Pram de s'engager dans le projet, Pierre Brassard se serait présenté chez le producteur Pierre Robert déguisé en femme, portant des talons hauts et maquillé. Robert aurait été impressionné par la transformation.
De plus, il est annoncé qu'une émission pilote sera tourné à la mi-mai en vue d'être présenté à d'éventuels diffuseurs.

### Lancement dePolitiquement Colette
En septembre 1996, l'annonce est faite que le réseau TVA diffusera l'émission Politiquement Colette. Les productions Pram et TVA parviennent à un accord pour un contrat de deux ans. La date de diffusion est programmée pour le printemps 1997, en début de soirée entre 19 h et 20 h. Cependant, le diffuseur refuse de préciser quel soir exactement, afin de ne pas attirer l'attention de la concurrence.
Certains journalistes semblent sceptiques face à la proposition de Pierre Brassard, d'autant plus que le concept paraît nébuleux, étant donné qu'aucune information, à part le titre de l'émission, n'a été divulguée aux journalistes.
En mars 1997, lors de la 12e édition des Prix MetroStar, Pierre Brassard présente son personnage de Colette au grand public. La réception des journalistes face à la proposition de Brassard est positive. Le lendemain, il est officiellement annoncé que Politiquement Colette sera diffusée les lundis à 19 heures à partir du 5 mai. De plus, il est révélé que la première saison comptera six épisodes et que la seconde, prévue pour septembre 1997, comprendra 26 épisodes.

## Inspiration du personnage
Le personnage de Colette, incarné par Pierre Brassard , est le fruit d’un long processus de transformation artistique. Brassard explique que l’idée de se déguiser en femme remonte à l’époque de l’émission 100 Limite, où il avait expérimenté ce type de personnage lors d’un spécial, avec un accueil favorable. Brassard s’est inspiré de figures féminines telles que Jeanne Moreau, Fanny Ardant et Christiane Charette pour façonner une femme séduisante, élégante et mystérieuse, tout en évitant les stéréotypes caricaturaux. Le développement du personnage a nécessité un travail minutieux sur l’apparence, incluant la recherche du bon costume, d’une perruque capable de dissimuler les traits masculins de l’humoriste, et d’une gestuelle crédible. Il a collaboré avec l’actrice Pauline Martin pour affiner les postures et le comportement de Colette. Brassard affirme avoir été attiré par la liberté d’expression que lui permettait ce personnage, capable de dire des choses qu’il ne se permettrait pas en tant que lui-même.

## Première
La première émission de Politiquement Colette, diffusée le 5 mai 1997 à 19 h, présente deux duos d’invités débattant de sujets de société dans un ton humoristique et décalé. En première partie, France Castel et Martin Drainville ont échangé sur le port du casque à vélo et la vie urbaine versus la vie rurale. En seconde partie, Anne Létourneau et Gaston Lepage ont discuté des salaires des athlètes et de l’existence des écoles mixtes. L’émission intégrait également des interventions humoristiques de proches du personnage de Colette, dans un décor soigné et une mise en scène rythmée.

## Accueil

### Cotes d'écoute
Politiquement Colette a connu un démarrage remarquable sur le plan des cotes d’écoute. Selon les données de la firme Nielsen, elle a attiré environ 1,1 million de téléspectateurs, soit près du double de l’audience de l’émission concurrente Un gars, une fille diffusée à Radio-Canada, qui en comptait environ 604 000. Ce succès initial a incité le réseau TVA à réorganiser sa grille horaire : l’émission a été déplacée du jeudi 19 h au mercredi 19 h 30, afin de l’éloigner de la forte concurrence de Virginie et de lui offrir une plage horaire plus favorable. Au fil de sa diffusion, l’émission a enregistré une moyenne d’environ 610 000 téléspectateurs, témoignant d’un public fidèle malgré une baisse par rapport à son lancement.

### Accueil critique
Politiquement Colette a suscité des réactions critiques contrastées lors de sa diffusion. Plusieurs chroniqueurs ont salué l’originalité du concept et la performance de Pierre Brassard dans le rôle de Colette, soulignant son audace et son sens de la répartie. L’émission a été perçue comme rafraîchissante dans le paysage télévisuel québécois, notamment pour sa capacité à aborder des sujets de société avec humour et légèreté. Toutefois, certains critiques ont exprimé des réserves quant à la profondeur des débats proposés, jugeant que les échanges entre invités restaient parfois en surface ou semblaient scénarisés. D’autres ont noté que, malgré son titre, l’émission évitait les sujets politiques plus sensibles, ce qui a été interprété comme une forme d’autocensure ou de prudence éditoriale. Malgré ces critiques, Politiquement Colette a su se démarquer par son ton irrévérencieux et son esthétique soignée, devenant un objet télévisuel singulier dans la programmation de TVA.

## Fin de l'émission
Politiquement Colette a pris fin le 15 avril 1998, après une seule saison complète. Pierre Brassard, créateur et interprète du personnage principal, a annoncé qu’il ne souhaitait pas poursuivre l’émission pour une nouvelle saison, préférant se consacrer à d’autres projets artistiques. Bien que l’émission ait connu un certain succès critique et un bon départ en termes d’audience, elle n’a pas été reconduite. Brassard a toutefois laissé entendre que le personnage de Colette pourrait réapparaître ponctuellement dans d’autres contextes, sans toutefois faire l’objet d’une série régulière.